# Fontána di Trevi
Fontána di Trevi je římská fontána, vybudovaná na Piazza di Trevi v letech 1732 až 1762 podle návrhu Giana Lorenza Berniniho ji vytvořil Nicola Salvi v pozdně barokním stylu s přechodem ke klasicismu.
Voda do fontány přitéká z větší části podzemním kanálem Aqua Virgo, který nechal vybudovat Marcus Vipsanius Agrippa v roce 19 př. n. l. Kanál zásoboval vodou Agrippovy lázně na Campus Martius, nedaleko Pantheonu. Je zvykem, že lidé do fontány hází mince, aby se jim splnilo jejich přání. Fontána patří mezi nejnavštěvovanější místa v Římě. Byla proslavena především koupací scénou Marcella Mastroianniho a Anity Ekbergové ve filmu Sladký život.

## Vývoj před vybudováním dnešní fontány

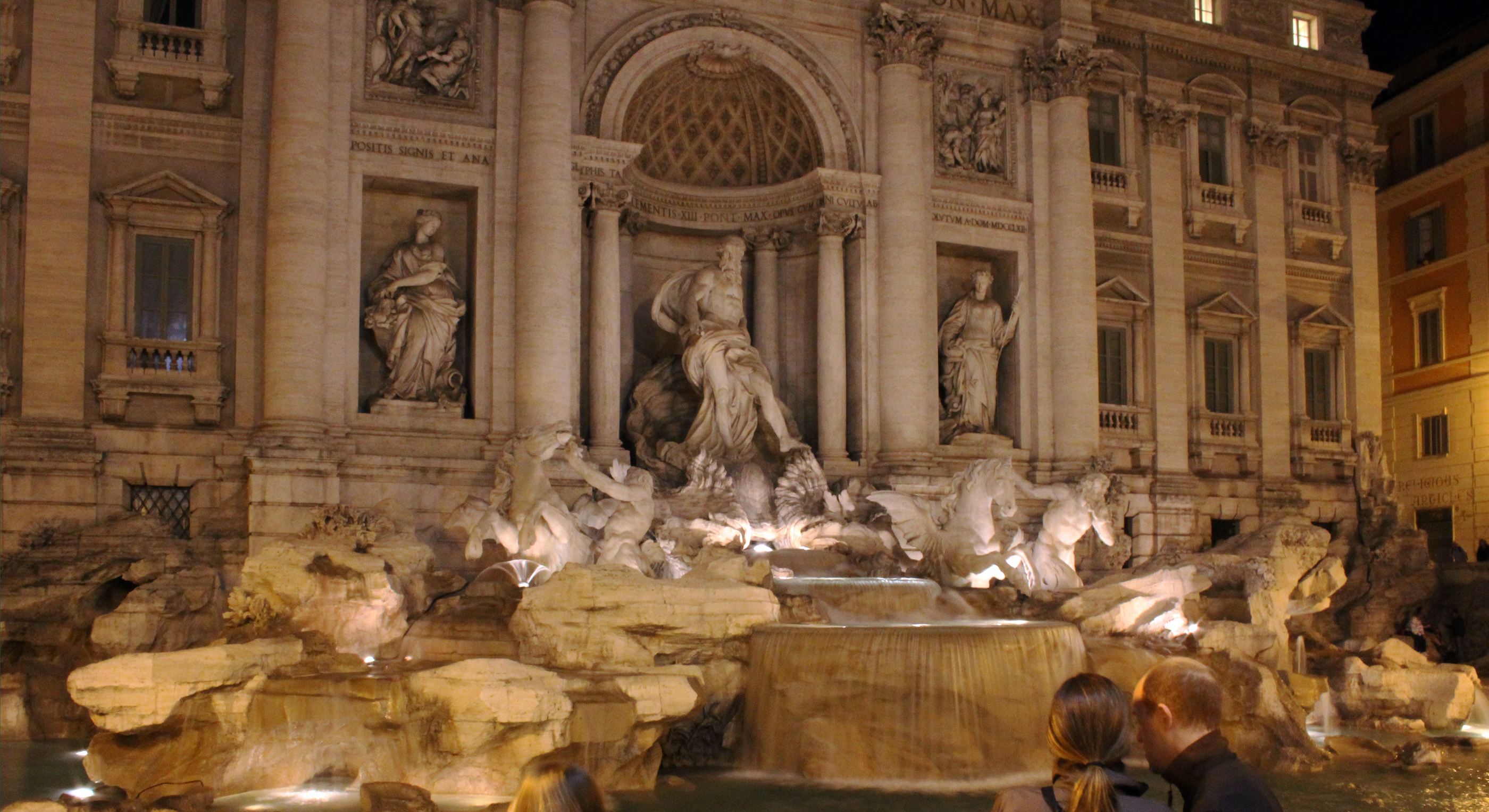
Fontána di Trevi v noci (2011)

Ve 14. století napájely tři výstupy, kterými akvadukt končil, fontány v okolí Via del Corso. Název Trevi pro městskou část a pro fontánu se pravděpodobně odvíjí od vyústění akvaduktu nebo od křížení tří silnic (italsky tre vie), které jsou v blízkosti.
Roku 1453 nechal papež Mikuláš V., po provedené rekonstrukci akvaduktu, vytvořit nové vyústění; Leon Battista Alberti vybudoval fasádu s nápisem a papežským erbem, kde byla tři vyústění, ze kterých tryskala voda. Papež Pius IV. zorganizoval v letech 1561 až 1570 zásadní sanační práce na kanálu od pramene až po město.